# Claus Asmussen
Claus Asmussen (født 12. februar 1949 i København) er en dansk musiker. Han er søn af violinisten Svend Asmussen og var medlem af Shu-bi-dua i fra 1975-2005. Pt er han guitarist i coverbandet Shubberne.
Claus Asmussen blev, efter endt skolegang, uddannet elektronikmekaniker og lydmand ved Soundtrack Studio på Gammel Kongevej i København, som han i en årrække drev sammen med Ole Hansen. I perioden 1971-74 turnerede han med Sir Henry & His Butlers, inden han medvirkede som lydtekniker på Shu-bi-dua 1 (1974). Da Paul Meyendorff trådte ud af bandet, kom Asmussen med i forbindelse med indspilningen af Shu-bi-dua 2 og medvirkede herefter som guitarist i de næste 30 år.
I forbindelse med det succesfulde Shu-bi-dua 4-album, lavede Claus Asmussen teksten til nummeret "McArine", der blev ét blandt flere hits på pladen. Asmussen var tekstforfatter til adskillige sange de følgende år, bl.a. "Rosita" fra Shu-bi-dua 7, som blev det sidste album med bandets klassiske gruppesammensætning. Op gennem 80'erne var han fortsat gruppens lead-guitarist og skrev bl.a. "Mort" på Shu-bi-dua 10 . Da Bundesen gik ud i 1985, blev han forsanger og frontfigur i fællesskab med Michael Hardinger. Fra og med Bundesens tilbagekomst som forsanger i 1987 og frem til Shu-bi-dua 18 var Asmussen en fast del af Shu-bi-dua, men han valgte at forlade gruppen endegyldigt i 2005. (2015-2023 Shu-bi or not Shu-bi / Shubberne)

## Filmografi
- 1989: Den røde tråd
- 1992: Shu-bi-dua i Tivoli
- 1993: Shu-bi-40 – Et juleeventyr (TV Special documentary short)
- 2003: Shu-bi-dua – tanketorsk eller stjerneskud?

## Diskografi
Med Los Valentinos
- In Action! (1974)
- Sounds Like Movin' (1975)
- No Vocals! 3 versions (1976)
- High Voltage (1977)
- Stayin' Alive (1978)
- Disco Dance Party (1979)
- Rock'n'Roll Business (1980)
- Plays The Million $ellers (1981)
- Danne-Broget (1982)

Med Sir Henry & His Butlers
- 1967: Camp (Columbia Records)
- 1967: H2O (Parlophone)
- 1967: Sir Henry & His Butlers (Columbia Records)
- 1973: Listen! (EMI Records, Parlophone)
- 1980: Sir Henry (EMI Records)
- 1990: La' Det Gry, La' Det Gro (Polydor Records)[8]

Med Shu-Bi-Dua
- 1974: Shu•bi•dua (Polydor Records), udelukkende som lydtekniker
- 1975: Shu•bi•dua 2 (Polydor Records)
- 1976: Shu•bi•dua 3 (Polydor Records)
- 1977: Shu•bi•dua 4 (Polydor Records)
- 1978: 78'eren (Polydor Records)
- 1978: Leif i Parken [live] (Polydor Records)
- 1979: Shu•bi•dua 6 (Polydor Records)
- 1980: Shu•bi•dua 7 (Storkophon)
- 1981: Live i Stockholm [live] (Shu-Bi-Dua Self-release)
- 1982: Shu•bi•dua 8 (Storkophon)
- 1982: Shu•bi•dua 9 (Balstram)
- 1983: Shu•bi•dua 10 (Balstram)
- 1985: Shu•bi•dua 11 (Hardazz I/S)
- 1987: Shu•bi•dua 12 (Shu-Bi-Dua Self-release)
- 1992: Shu•bi•dua 13 (Elap Music)
- 1993: Shu•bi•dua 14 (Elap Music)
- 1993: Shu•bi•40 (CMC Records)
- 1994: Live og glade dage [live] (CMC Records)
- 1995: Shu•bi•dua 15 (CMC Records)
- 1997: Shu•bi•dua 16 (CMC Records)
- 2000: Shu•bi•dua 17 (CMC Records)
- 2001: Rap Jul & Godt Nytår (CMC Records)
- 2004: Symfo•ni•dua [live] (CMC Records), med DRs Underholdningsorkester
- 2005: Shu•bi•dua 18 (Peaked in DEN: #2)[9][10]

Med 'Emanuel D.P.'
- 1976 Emanuel D.P. (Polydor Records)[11]